# Henry Hartstonge (3e baronnet)
Henry Hartstonge, 3e baronnet (1725-1797) est un homme politique et propriétaire irlandais qui siège à la Chambre des communes irlandaise en tant que député du comté de Limerick. Il est un proche allié politique de son influent beau-frère Edmund Pery. Il donne son nom à Hartstonge Street, à Limerick. 

## Biographie
Il est né à Bruff, dans le comté de Limerick, fils unique de Price Hartstonge (en), député de Charleville, et Alice Widenham, fille et cohéritière de Henry Widenham de Kildimo. Price est l'aîné des fils survivants de Sir Standish Hartstonge (2e baronnet) (en) mais meurt avant son père, de sorte que Henry hérite du titre de la mort de son grand-père en 1751. Les Hartstonges, originaires de Norfolk, héritèrent de Bruff de la famille Standish et, au cours du siècle suivant, ils deviennent des propriétaires importants à Limerick, Cork et Tipperary. Henry fait ses études au Trinity College de Dublin, dont il devient plus tard un bienfaiteur[réf. nécessaire]. 
Henry épouse Lucy Pery, fille du révérend Stackpole Pery et de Jane Twigge, et sœur d'Edmund Pery (1er vicomte Pery) et de William Pery, 1er baron Glentworth. Le vicomte Pery, qui est président de la Chambre des communes irlandaise de 1771 à 1785, est l'un des hommes politiques les plus influents d'Irlande de son époque et Henry lui sont toujours étroitement associé. Il siège à la Chambre des communes en tant que député de Limerick de 1776 à 1790. 
Henry n'a pas d'enfants et le titre de baronnet s'éteint avec lui. Le gros des domaines Hartstonge est transmis à sa mort à sa nièce Mary Alice Ormsby, fille de sa sœur unique Mary. Mary Alice épouse Edmund Pery (1er comte de Limerick) le neveu de Lucy Hartstonge. En récompense de son soutien à l'Act of Union, il est créé comte de Limerick en 1803. 